# Károly Thern
Károly Thern (hongarès: Thern Károly)  (Spišská Nová Ves, 13 d'agost de 1817 - Viena, 13 d'abril de 1886) va ser un compositor, pianista, director i arranjador hongarès. Era d'origen alemany, però formava part de la segona generació de compositors que van desenvolupar el llenguatge de la música d'art hongaresa.
Thern va néixer el 1817 a Spišská Nová Ves (Zipser Neudorf en alemany, Iglo en hongarès; ara a Eslovàquia).
Va dirigir al Teatre Nacional de Pest a la dècada de 1840 i a l'Associació d'Amants de la Música de Pest entre 1868 i 1873, en successió de Mosonyi. També va estar actiu com a professor al Conservatori Nacional.

La música incidental de Thern incloïa Svatopluk de József Gaál (1839) en què introduïa el tárogat al costat dels instruments orquestrals estàndard. Entre les seves òperes s'hi troba Gizul (estrenada el 21 de desembre de 1841), El setge de Tihany (Tihany ostroma; 12 d'abril de 1845) i The Would-be Invalid (A képzelt beteg; 11 d'octubre de 1855). Gizul va ser descrit com un 
| « | <"... reflex notable de l'esforç de donar a la seva educació [és a dir, tècnica musical] un caràcter hongarès, per adornar-lo com si estigués amb una peça hongaresa".> | » |

 La seva altra música inclou una Simfonia (1871); un Trio en re menor per a dos violins i viola, Op. 60; una Marxa hongaresa per a piano de 6 mans; Landleben, 8 peces de personatges per a piano, op. 38; un Nocturn per a piano sol, i cançons per a obres sobre la vida del poble hongarès. La música de Thern ha estat redescoberta per la pianista hongaresa Ilona Prunyi.
Karoly Thern va fer diversos arranjaments per a duet de piano o dos pianos, inclosos:
- Concert per a piano en la menor de Grieg (començat per Grieg i afegit per Thern; la versió de Thern es va publicar a Leipzig el 1876 i s'ha enregistrat recentment per primera vegada)[17][18][19]
- Beethoven 4th Piano Concerto[20]
- Liszt Hungarian Rhapsody No. 15 "Rakoczy March" (sota el pseudònim "Reth. N. Karoly")[21]
- Schumann Andante and Variations for 2 pianos, 2 cellos and horn, Op. 46.[22]
- Karl Goldmark Overture Sakuntala, Op. 13[23]
- Robert Volkmann Variations on a Theme of Handel, Op. 26.[24]

Els seus fills Willi i Louis Thern van ser els seus millors estudiants de piano i es van convertir en un famós equip de pianistes de duo i més tard professors.
Thern va ser un ardent campió de Franz Liszt, que va utilitzar la seva melodia Fóti dal a la Rapsòdia núm. Hongaresa núm.. 1. Liszt va dedicar Eucharistia a Karoly Thern, i el seu arranjament per a piano a quatre mans de les marxes de Franz Schubert als seus fills Willi i Louis.
Thern va morir a Viena el 1886.